# Parker Hale
Parker Hale – brytyjska firma produkująca broń strzelecką.
Do najbardziej znanych konstrukcji firmy należą m.in. karabiny kalibru 7,62 mm, które dostosowane są do 7,62 x 51 mm nabojów karabinowych NATO:
- Karabin Parker-Hale M82
- Karabin Parker-Hale M83
- Karabin Parker-Hale M85